# Кунрей-сікі
Японська писемність
Ієрогліфи 漢字
Абетка 仮名
- Хіраґана 平仮名
- Катакана 片仮名
- Манйоґана 万葉仮名
- Хентайґана 変体仮名
- Джіндай моджі

Використання
- Фуріґана 振り仮名
- Окуріґана 送り仮名

Латиниця

Українська кирилиця
Система Кунрей-Сікі (яп. 訓令式ローマ字, «система латинізації Японської мови затверджена урядом», Власне латинізується як Kunreisiki rômazi в самій системі), також відома як система Монбусьо (названа на честь Міністерства культури) або система MEXT, це система латинізації японської мови затверджена Урядом Японії. Її викладають у початковій школі Японії. Стандартизована в ISO, має номер ISO 3602.
Кунрей-сікі базується на більш старій системі Ніхон-сікі, яка була модифікована під сучасну стандартну японську мову. Наприклад, слово かなづかい (канадзукай), латинізовано як kanadukai у Ніхон-сікі, вимовляється як kanazukai у стандартній сучасній японській мові та латинізоване як таке в Кунрей-сікі. Ця система конкурує зі старішою системою латинізації Гепберна, яку пропагувала SCAP під час окупації Японії союзниками після Другої світової війни.

## Історія
У 1930 році Міністерство освіти призначило комісію дослідження для визначення належної системи латинізації японської мови. Це призвело до наказу Кабінету Міністрів (訓令 кунрей), виданого 21 вересня 1937 року про те, що модифікована форма системи Ніхон-сікі буде офіційно прийнята як Кунрей-сікі.  Тогочасна форма дещо відрізняється від сучасної.  Спочатку система називалася Кокутей (国定, дозволена урядом). 
Японський уряд поступово запроваджував Кунрей-сікі; вона з'явилася в середній школі, на вивісках залізничних вокзалів, на морських картах і на Міжнародній карті світу масштабу 1:1 000 000; , а також у літературі та навчальних матеріалах для туристів.  Незважаючи на це, неофіційне використання Ніхон-сікі та модифікованої системи Гепберна продовжувалося одночасно завдяки підтримці окремих осіб. 
Після поразки Японії у війні на Тихому океані в 1945 році генерал Дуглас Макартур, Головнокомандувач союзними окупаційними військами (SCAP), видав директиву від 3 вересня 1945 року, в якій говорилося, що модифікована система Гепберна є методом транслітерації японських імен. Деякі передові статті, надруковані в японських газетах, пропагували використання лише системи Гепберна.  Кунрей-сікі асоціювалася з японським мілітаризмом, і американська окупація не бажала сприяти цьому.  Прихильники системи Гепберна засудили прихильників систем Кунрей-сікі та Ніхон-сікі в офісах SCAP , звинувативши їх у бездіяльному мілітаризмі  і співпраці з мілітаристами. Унґер сказав, що природа Кунрей-сікі призвела до «стримованого гніву» прихильників Гепберна.  Протягом післявоєнного періоду кілька педагогів і вчених намагалися ввести латинізовані літери як навчальний засіб і можливість пізніше замінити кандзі. 9 грудня 1954 року Японський Уряд повторно затвердив Кунрей-сікі як свою офіційну систему , але з невеликими змінами.  Елеонор Джорден, американська лінгвістка, створила підручники з модифікованою версією Кунрей-сікі, які використовувалися в 1960-х роках на курсах для дипломатів США. Використання її книг не змінило вагань уряду США щодо використання Кунрей-сікі. 
Станом на 1974 рік, згідно з Географічним інститутом дослідження (тепер Інститут географії Японії ), Кунрей-сікі використовувався для топографічних карт, а модифікована система Гепберна використовувалася для геологічних та аеронавігаційних карт. 
Станом на 1978 рік Національна парламентська бібліотека використовувала Кунрей-сікі. Натомість Міністерство закордонних справ, Міністерство міжнародної торгівлі та промисловості та багато інших офіційних організацій використовували систему Гепберна, як і The Japan Times, JTB та багато інших приватних організацій. 

## Правовий статус
Система спочатку була оприлюднена як Постанова Кабінету Міністрів Японії № 3 від 21 вересня 1937 року. Оскільки вона була скасована окупаційною адміністрацією під час окупації Японії, японський уряд скасував його та знову видав указ як Наказ Кабінету Міністрів Японії № 1 від 29 грудня 1954 року. Він передбачав використання Кунрей-сікі в «писемному вираженні японської мови загалом». Конкретні альтернативні варіанти написання можуть використовуватися в міжнародних відносинах і слідувати встановленому прецеденту. (Докладніше див. у Дозволені винятки) 
Кунрей-сікі було стандартизовано разом із Ніхон-сікі в ISO 3602:1989. Документація — латинізація японської мови (кана) ISO. Вона також була рекомендована ANSI після скасування свого власного стандарту ANSI Z39.11-1972 (Модифікована система Гепберна).
У січні 2024 року Управління культури Японії запропонувало переглянути наказ Кабінету Міністрів 1954 року, щоб зробити систему Гепберна стандартною системою латинізації у Японії. 

## Використання
| Відмінювання (див. Відмінювання) | Кунрей | Гепберн |
| -------------------------------- | ------ | ------- |
| Заперечна форма (1-а основа)     | tat-a- | tat-a-  |
| Запрошувальна форма (5-а основа) | tat-o- | tat-o-  |
| Ввічлива форма (2-а основа)      | tat-i  | tach-i  |
| Інфінітив (3-я основа)           | tat-u  | tats-u  |
| Потенційна форма (4-основа)      | tat-e- | tat-e-  |
| Наказовий спосіб (4-а основа)    | tat-e  | tat-e   |

Незважаючи на офіційне визнання, японці зазвичай роблять вибір між системами Ніхон-сікі/Кунрей-сікі та Гепберна залежно від ситуації. Однак японський уряд зазвичай використовує систему Гепберна, особливо для паспортів,  дорожніх знаків  і номерах на поїздах.  Більшість західних видань, а також усі англомовні газети використовують певну форму системи Гепберна. 
Дж. Маршалл Унґер, автор книжки «Literacy and Script Reform in Occupation Japan: Reading between the Lines», сказав, що прихильники Гепберна «виправдано» вважали, що «компроміс» Кунрей-сікі був несправедливим через наявність «не-Англійського написання», проти якого виступали прихильники Модифікованого Гепберна.  Ендрю Горват, автор книги «Japanese Beyond Words: How to Walk and Talk Like a Native Speaker», стверджував, що «примушуючи носіїв японської мови, які не мають наміру вивчати мову, дотримуватися системи, призначеної для тих, хто певною мірою володіє японської мови, Уряд створив враження нетерпимого управління мовою, що згодом матиме жахливі наслідки».  Оскільки кунрей-сікі базується на японській фонології, а не на фактичній фонетиці, це може призвести до того, що люди, що не володіють мовою можуть неправильно вимовляти слова. Джон Хайндс, автор книги «Japanese: Descriptive Grammar», описує це як «великий недолік».   Однак слід зазначити, що слова, написані за системою Гепберна, також часто вимовляються неправильно; наприклад, хоча в англійській мові є звук [i] наявний у японській, англійською його рідко записують буквою «i», це створює враження, що «i» має представляти [ɪ] — таким чином [çiɾa̠ɡa̠na̠] вимовляється як [hɪɹəɡænə] у англійській замість [hiɹəɡænə]. Більше того, у той час як латинізація Гепберна є англоцентричною і, отже, практично не допомагає носіям інших мов, окрім англійської, Кунрей-сікі уникає цієї проблеми, не пристосовуючись до орфографічних стандартів будь-якої конкретної мови, а натомість враховує морфологію мови, яку вона має представляти.
Додаткові ускладнення з’являються з новими комбінаціями символів кани, такими як ティーム (チーム) команда (англ. team). У системі Гепберна вони були б позначені як різні звуки та представлені як tīmu та chīmu відповідно. Це краще вказує на англійську вимову. Однак для деяких носіїв японської мови звуки ティ "ti" і チ "chi" є однаковими фонемами; обидва представлені в Кунрей-сікі як tîmu. Такі ускладнення можуть збити з пантелику тих, хто погано знає японську фонологію. Використання апострофа (t'îmu), як в системі Вапуро, може бути можливим рішенням.

Сьогодні основними користувачами Кунрей-сікі є носії японської мови, особливо в Японії, і лінгвісти, які вивчають японську мову. Основна її перевага полягає в тому, що вона краще показує граматику японської мови, оскільки система Гепберна створює враження, що певні відмінювання є неправильними (див. таблицю праворуч).  Найсерйозніша проблема Гепберна в цьому контексті полягає в тому, що вона може змінювати основу дієслова, що не відображається в основній морфології мови. Один відомий вступний підручник для англомовних «Japanese: The Spoken Language», написаний Елеонорою Джорден використовує її власно розроблену латинізацію JSL, систему під сильним впливом Кунрей-сікі в її прихильності до японської фонології, але вона адаптована для навчання правильної вимови японських фонем.

### Латинізація кани системою кунрей-сікі
| か カ ka | き キ ki | く ク ku | け ケ ke | こ コ ko | きゃ キャ kya | きゅ キュ kyu | きょ キョ kyo |
| さ サ sa | し シ si | す ス su | せ セ se | そ ソ so | しゃ シャ sya | しゅ シュ syu | しょ ショ syo |
| た タ ta | ち チ ti | つ ツ tu | て テ te | と ト to | ちゃ チャ tya | ちゅ チュ tyu | ちょ チョ tyo |
| な ナ na | に ニ ni | ぬ ヌ nu | ね ネ ne | の ノ no | にゃ ニャ nya | にゅ ニュ nyu | にょ ニョ nyo |
| は ハ ha | ひ ヒ hi | ふ フ hu | へ ヘ he | ほ ホ ho | ひゃ ヒャ hya | ひゅ ヒュ hyu | ひょ ヒョ hyo |
| ま マ ma | み ミ mi | む ム mu | め メ me | も モ mo | みゃ ミャ mya | みゅ ミュ myu | みょ ミョ myo |
| や ヤ ya | (i)      | ゆ ユ yu | (e)      | よ ヨ yo |               |               |               |
| ら ラ ra | り リ ri | る ル ru | れ レ re | ろ ロ ro | りゃ リャ rya | りゅ リュ ryu | りょ リョ ryo |
| わ ワ wa | ゐ ヰ i  | (u)      | ゑ ヱ e  | を ヲ o  |               |               |               |
|          |          |          |          | ん ン n  |               |               |               |
| Дзвінкі  |          |          |          |          |               |               |               |
|          |          |          |          |          |               |               |               |
| が ガ ga | ぎ ギ gi | ぐ グ gu | げ ゲ ge | ご ゴ go | ぎゃ ギャ gya | ぎゅ ギュ gyu | ぎょ ギョ gyo |
| ざ ザ za | じ ジ zi | ず ズ zu | ぜ ゼ ze | ぞ ゾ zo | じゃ ジャ zya | じゅ ジュ zyu | じょ ジョ zyo |
| だ ダ da | ぢ ヂ zi | づ ヅ zu | で デ de | ど ド do | ぢゃ ヂャ zya | ぢゅ ヂュ zyu | ぢょ ヂョ zyo |
| ば バ ba | び ビ bi | ぶ ブ bu | べ ベ be | ぼ ボ bo | びゃ ビャ bya | びゅ ビュ byu | びょ ビョ byo |
| ぱ パ pa | ぴ ピ pi | ぷ プ pu | ぺ ペ pe | ぽ ポ po | ぴゃ ピャ pya | ぴゅ ピュ pyu | ぴょ ピョ pyo |

### Дозволені винятки
Наказ Кабінету міністрів робить винятки із наведеної вище таблиці:
- У міжнародних відносинах і ситуаціях, коли попередній прецедент ускладнив би реформу, можна також використовувати написання, наведене в таблиці 2:

| しゃ sha | し shi | しゅ shu | しょ sho |
|          |        | つ tsu   |          |
| ちゃ cha | ち chi | ちゅ chu | ちょ cho |
|          |        | ふ fu    |          |
| じゃ ja  | じ ji  | じゅ ju  | じょ jo  |
|          | ぢ di  | づ du    |          |
| ぢゃ dya |        | ぢゅ dyu | ぢょ dyo |
| くゎ kwa |        |          |          |
| ぐゎ gwa |        |          |          |
|          |        |          | を wo    |

Виключення не слід плутати з іншими системами латинізації (такими як Гепберн) і не спеціально послаблює інші вимоги, такі як позначення довгих голосних.

## Дивитись також
- Список транслітерацій ISO
- Ніхон-сікі

## Зовнішні посилання
- Horvat, Andrew. "The Romaji (Roomaji) Conundrum." (Archive) – Excerpt from Horvat's book: Japanese Beyond Words: How to Walk and Talk Like a Native Speaker. Hosted at the David See-Chai Lam Centre for International Communication of Simon Fraser University.